# Lijst van vlaggen van Bolivia
Dit is een lijst van vlaggen van Bolivia.

## Nationale vlag (perFIAV-codering)
|          | Civiele vlag | Staatsvlag | Oorlogsvlag |
| -------- | ------------ | ---------- | ----------- |
| Te land  | · ?          | · ?        | · ?         |
| Te water | · ?          | · ?        | · ?         |

## Militaire vlaggen
De oorlogsvlag is reeds in de eerste tabel te vinden.
| Vlag | Periode | Functie | Beschrijving |
| ---- | ------- | ------- | ------------ |
|      |         | Geus    |              |

## Vlaggen van etnische groepen
| Vlag | Periode | Functie                                                                       | Beschrijving |
| ---- | ------- | ----------------------------------------------------------------------------- | ------------ |
|      |         | Vlag van de Patujú-bloem, embleem van de inheemse bevolking van Oost-Bolivia. |              |

## Vlaggen van politieke partijen
| Vlag | Periode | Functie                                         | Beschrijving |
| ---- | ------- | ----------------------------------------------- | ------------ |
|      |         | Vlag van de Comunidad Ciudadana.                |              |
|      |         | Vlag van de Unión Juvenil Cruceñista.           |              |
|      |         | Vlag van de Frente Revolucionario de Izquierda. |              |
|      |         | Vlag van de Movimiento al Socialismo.           |              |

## Overige vlaggen
| Vlag | Periode | Functie | Beschrijving             |
| ---- | ------- | ------- | ------------------------ |
|      | 2009    | Wiphala | Zie het artikel Wiphala. |